# Сытин, Александр Павлович
Александр Павлович Сытин (20 июня 1894, Карачев, Орловская губерния — 18 августа 1974, Зугдиди, Грузия) — русский и советский писатель, путешественник, член Союза писателей СССР.

## Биография

### Семья и ранние годы
Родился 20 июня 1894 года в городе Карачев Орловской губернии. Отец — Павел Семёнович Сытин (1834–1898), из рода карачевских купцов Сытиных. Мать — Прасковья Яковлевна Каришева (род.1859), из духовного сословия, дочь священника Якова Дмитриевича Каришева (род.4 октября 1828), села Алымово, Карачевского уезда. В автобиографии А.П. Сытин писал: «отец Павел Сытин по прозвищу Горячев занимался извозом. Отец умер, когда мне было лет 5». В других документах — автобиографиях, справках, и пр., он писал, что отец был ломовым извозчиком.
Александр Павлович Сытин имел двух братьев: Николая Павловича (род.1887, Карачев) и Георгия Павловича (1884, Карачев – 14 августа 1944, с.Рухс, Коста-Хетагуровский район).
«Отец брал за извоз по копейке с пуда. Жил экономно и построил дом. Он умер, когда Александру было 2 года. Квартальный полицейский Членов стал преследовать мать и она была вынуждена продать дом и уехать. Переехали в Тифлис. Снимали комнату...».
В Тифлисе у матери Александра Павловича, Прасковьи Яковлевны, жил родной брат, священник Александр Каришев, преподавал во 2-й Тифлисской гимназии. Александр Павлович и его брат Николай Павлович окончили 2-ю Тифлисскую гимназию. С 15-летнего возраста Александр зарабатывал на жизнь частными уроками.

### Первая Мировая война
В начале Первой Мировой войны Александр Павлович поступил в московское Алексеевское военное училище. По окончании образования (с 1 декабря 1914 г. по 1916 г.) Александр Павлович находился на фронте, служил в пехоте в чине поручика. В 1916 г. он стал участником Брусиловского прорыва. После контузии был эвакуирован с австрийского фронта в Среднюю Азию — сначала в Ташкент, потом в Наманган, как тяжело контуженный и раненый.

### После революции
С 1917 г. по 1922 г. А.П. Сытин служил в Красной Гвардии, затем был мобилизован в Красную Армию. В это время он вёл деятельность пропагандиста — был лектором агитпросвета и политсвета, инструктором Всеобуча. В 1922 году он получил благодарность Всеобуча по Туркестанскому фронту за обучение и подготовку допризывников селения Кетмень-Тюбе, успешно отразивших нападения басмачей. Принимал участие в освобождении Бухары от эмирского гнета, был комендантом крепости Намангана.
А.П. Сытин имел возможность прочувствовать самобытность Средней Азии: он был командирован в поселок Кетмень-Тюбе, участвовал по поручению Продовольственного комитета города Наманган в переписи скота на горных пастбищах, совершал и другие маршруты. Необычность увиденного и пережитого произвела глубокое впечатление на будущего писателя. В его сочинениях отразились близкое знакомство с киргизами, их традициями, красота природы предгорий Тянь-Шаня.
В сентябре 1922 года А.П. Сытин был демобилизован. Он отправился в Ташкент, где занял должность помощника прокурора при камере прокурора по уголовным делам. Но уже в 1923 г. по собственному желанию уехал в Москву. Здесь он сначала жил доходами от разного рода торговых сделок, но уже в том же году А.П. Сытин был принят на работу следователем Московского военного трибунала. Работать было трудно, так как А.П. Сытин не имел юридического образования. Поэтому через 2 месяца он был снова демобилизован.

### Литературная деятельность
В начале 1924 г. началась его литературная деятельность.  
«В Москве познакомился с редактором журнала «Всемирный следопыт» Владимиром Алексеевичем Поповым, которому «чрезвычайно многим обязан. Он вывел меня в люди». 
А.П. Сытин пишет романы, повести, рассказы, в детективном жанре, про народы Средней Азии и борьбу советской власти за новую жизнь. Сотрудничает с журналами «Новый мир», «Красная новь», «Журнал для всех», «Всемирный следопыт», «Вокруг света». Входит в состав Московского городского комитета писателей.
Первый рассказ «Узун-кулак» был напечатан в «Красном журнале» (издательство «Гудок», 1924 г.). За семь лет созданы сборники рассказов «Мёртвые всадники», «Брат идола» (единственное произведение о чужеземном востоке — об Аравии), «Стада Аллаха». Значительной творческой удачей писателя стала повесть «Контрабандисты Тянь-Шаня» (издательство «Пролетарий», Харьков, 1926 г.). Она создана по материалам, собранным А.П. Сытным в составе экспедиции пограничников, проделавших конный маршрут длиной в тысячу двести километров. Во время пути писатель добыл много интересных сведений о борьбе пограничников с контрабандистами-наркоторговцами, переправляющими опиум в Китай. Несколько раньше, по этим же материалам, вышла повесть «Весы жажды», описывающая преследование разбойников отрядом пограничников в песках Каракумов и гибель эскадрона от невыносимой жары и жажды.
В 1927 г. Сытин вновь командируется в Киргизию. Он становится свидетелем обострения борьбы местной аристократии (манапы), пытавшейся сохранить традиционные правила и традиции, с советской властью, разрушающей привычные отношения между людьми. Эти наблюдения стали темой романа «Пастух племён». Написанный в 1929 году, он стал вершиной творчества писателя.

Советская критика тепло встретила произведения молодого писателя. В архиве А.М. Горького сохранилась переписка великого писателя с бельгийским литератором Ф. Элленсом, который так отозвался о романе Сытина «Пастух племен»:
«Это одна из тех книг молодых русских писателей, которые произвели на меня самое глубокое впечатление: тонкая наблюдательность, прекрасно обрисованные характеры, и при этом какая яркость в изображении природы! Как соответствуют герои окружающей среде! Это произведение поистине большого художника! Скажу больше, я был особенно поражён той человеческой силой, которая ощущается в ритме всей этой вещи, её реализм вовсе не поверхностный, за индивидуальной правдой стоит правда более широкая, вечная, такая концентрация мира, которая стоит на высшей ступени». 
А.М. Горький в письме жене Ф. Элленса Марии Марковне от 27 марта 1933 года сообщал, что не писал так долго потому, что хотел выписать и "послать Вам для Эллипса книжку Сытина, едва ли переведённую на французский язык. Посылаю ещё"... В это время А.П. Сытин уже на Соловках.
Популярность сочинений А.П. Сытина была велика. По данным Государственной республиканской библиотеки Киргизской ССР с 1924 по 1930 гг. книги его издавались тиражом 161 300 экз. Среди произведений известны также «Пришелец с Запада» (1926), «Под южным солнцем» — рассказы (1928), «В песках Каракума» — эпизод из истории борьбы с басмачеством (1928), «Бой пауков» — рассказы (1928), «Борьба за путь» — рассказы (1928), повесть «Новый Тер» (1929), «В тени мечетей» — рассказы (1930), «Два кулака» — рассказы (1930).

### Арест и ссылка
23 июня 1930 г. А.П. Сытин был задержан и арестован отделом контрразведки ОГПУ. Ему было предъявлено обвинение в систематическом ведении антисоветской пропаганды — в преступлении, предусмотренном ст. 58-10 УК РСФСР. Судебная коллегия ОГПУ 13.08.30 постановила Сытина Александра Павловича заключить в концлагерь сроком на 5 лет. С первым отходящим этапом он был направлен на Соловки, ст.Май-Губа.
А.П. Сытин был женат на Варваре Александровне Второвой (род. 1902, дочь Александра Фёдоровича Второва). Проживала с мужем в Москве. В августе после осуждения мужа приговорена к ограничению проживания на 3 года (-6). В конце октября 1930 Варвара Александровна Сытина обратилась за помощью к Екатерине Павловне Пешковой.
О СЫТИНЕ А. П. — ПЕШКОВОЙ Е. П.
ПОМПОЛИТ — СЫТИНОЙ В. А.
<26 октября 1930>
«Многоуважаемая и дорогая Екатерина Павловна. 
Вот уже не к кому бежать за помощью и участием, как к Вам!
Мой муж, писатель Сытин Александр Павлович, занесен у Вас на карточке. Он больной, эпилептик. Выслан на 5 лет <в> к<онц>л<агерь> в Мурманск — М<урманское> О<отделение> П<олуострова> С<оловецкого> Л<агеря> О<собого> Н<азначения>, з<а>к<люченный> по ст<атье> 58 п<ункт> 10. Я <получила> "- 6", тоже по 58-10 полностью. Не знаю даже, жив ли он, так как никакого ответа на мои письма не имею около 2½ месяцев. Он просил меня взять 300 руб<лей> из из<дательст>ва "Пролетарий", его гонорар, и высылать ему часть (ежемесячно) — отказывают без разрешения ОГПУ. Вдобавок, он не выслал доверенности (между тем, я тоже бедствую, т<ак> к<ак> не принимает биржа, как не чл<ен> Союза, не ижд<ивенец> чл<ена> Союза. Требуют также справки о правах, а по закону-инструкции я лиш<ена> прав на время высылки).
Будьте так добры, помогите:
1) Получить надо от него письм<енное> распоряжение в и<здательст>во о высылке на мое имя денег 300 р<ублей> в Днепропетровск до востребования. С разр<ешением> или без разр<ешения> ОГПУ Мурманска, — это как надо там у них. М<ожет> быть, они Вам ответят.
2) Жив ли он и где, Вам тоже не откажут, сообщите.
Никаких посылок в Мурманск не принимают. Он раздет и без помощи.
Привет и глубокая благодарность.

В. Сытина». 
В начале ноября 1930 — заведующий юридическим отделом Помполита известил Варвару Александровну Сытину о приговоре ее мужу, Александру Павловичу Сытину.
<2 ноября 1930>
«Вар<варе> Ал<ександровне> Сытиной 

В ответ на Ваш запрос, на основании справки, полученной из ОГПУ, сообщаю, что муж Ваш, Сытин Ал<ександр> Павл<ович>, постановлением О<собого> С<овещания> ОГПУ от 12/VIII приговорен к заключению в конц<ентрационный> лагерь сроком на 5 лет». 
В декабре 1930 — заведующий юридическим отделом Помполита сообщал Варваре Александровне Сытиной. 
<7 декабря 1930>
«Г<раждан>ке В. Сытиной. 

В ответ на Ваше обращение сообщаю Вам, что без доверенности ничего получить нельзя. Когда получите доверенность от мужа Вашего А.П. Сытина, можете ее на нас передоверить, и мы постараемся получить для Вас деньги. Справку о муже Вашем мы наводим».
По воспоминаниям племянницы, в лагере А.П. Сытин руководил театром, играли по памяти «Недоросля» Фонвизина. Программка этого спектакля сохранилась в архиве РГАЛИ.

### После освобождения
В 1933 году А.П. Сытин был освобождён досрочно по зачёту рабочих дней. В 1934 и 1935 гг. жил в г. Сухуми, работал корректором в типографии газеты «Советская Абхазия», затем служил управляющим делами Пединститута.
С 1 января 1936 года начал работать стекольщиком на строительстве Ингурбумкомбината в Зугдиди. Вся последующая трудовая деятельность Александра Павловича связана с этим Комбинатом. Он работал обмуровщиком варочных котлов. Был маляром. Участвовал в общественной работе: сотрудничал с многотиражной газетой Ингурбумкомбината «Ингурский рабочий», состоял членом Товарищеского суда.
3 апреля 1957 года Заместитель Генерального прокурора СССР Д.Е. Салин внёс протест в Судебную коллегию по уголовным делам Верховного Суда СССР по делу Сытина А. П., указав на грубые нарушения судебного производства, в том числе на то, что никто из упоминаемых в деле лиц допрошен не был, показания свидетеля неконкретны и никакими другими доказательствами не подтверждены. 30 сентября 1957 г. А. П. Сытин был реабилитирован.
Военный билет и мобилизационный лист, изъятые при аресте, в архиве КГБ не сохранились. Поэтому А. П. Сытин, проработав 19 лет, получал пенсию с учётом неполного трудового стажа, с этим он обращался с жалобой в Верховный Суд.
После реабилитации писатель добивался восстановления в Союз писателей и переиздания своих произведений. Это была довольно тяжелая и изнурительная борьба с чиновниками. А. П. Сытин даже не имел экземпляров своих опубликованных книг, ни рукописей, ни документов, свидетельствующих о его творческом, писательском труде. Всё это пропало после ареста.
В соответствии с постановлением Президиума правления Союза писателей Грузии от 30 января 1963 года (по прошествии более 5 лет после прекращения дела и 3-х лет после подачи заявления о приеме в СП) Александр Павлович Сытин был принят в члены Союза писателей Грузии. Рекомендации для вступления в Союз ему предоставили Дмитрий Миронович Стонов, Абрам Рувимович Палей и Семён Григорьевич Гехт. Они свидетельствовали, что Сытин А.П. до 1930 года состоял членом Московского городского комитета писателей. Этой рекомендации предшествовало заседание секретариата Союза Писателей СССР, состоявшееся 28 ноября 1962 года, на котором было заслушано заявление А.П. Сытина. Секретариат постановил: «Поручить Правлению СП Грузии в месячный срок рассмотреть заявление реабилитированного писателя А.П. Сытина о приеме его в Союз Писателей».
Произведения Сытина переводились на чешский, итальянский и французский языки.
18 августа 1974 — скончался в Зугдиди.

## Публикации

### Книги
- Бой пауков. Рассказы. — акц. изд. о-во «Огонек», 1928. — 46 с. (Библиотека «Огонек», № 356).
- Брат идола. Рассказы. — Земля и фабрика, 1928 — 147 с.
- Борьба за путь. Рассказы из гражданской войны. — Молодая гвардия, 1930. — 58 с.
- В песках Каракума. Эпизод из истории борьбы с басмачеством. — Гос. изд-во. Отд. воен. литературы, 1928
- В тени мечетей. Рассказы. — Земля и фабрика, 1930. — 95 с.
- Два кулака. Рассказ. — Гос. изд-во, 1930. — 29 с.
- Контрабандисты Тянь-Шаня. Роман. — Молодая гвардия, 1930. — 253 с. (Борьба советской власти с киргизскими контрабандистами опиума на границах Китая.)
- Пастух племен. Роман. — Пролетарий, 1929. — 290 с.
- Под южным солнцем. Рассказы. — Гос. изд-во. Отд. воен. литературы, 1928 — 56 с.; 17х11 см.
- Стада Аллаха. Рассказы. — Земля и фабрика, 1927 — 149 с.
- Мертвые всадники. Рассказы. — Земля и фабрика, 1926. — 137 с.

### Экранизация
- «Алые маки Иссык-Куля» (1972) — по  повести «Контрабандисты Тянь-Шаня». Режиссёр Болотбек Шамшиев.